# 1708 na ciência

## Nascimentos
| Data          | Nome                  | Profissão                                  | Nacionalidade                | Observações | Ref |
| ------------- | --------------------- | ------------------------------------------ | ---------------------------- | ----------- | --- |
| 30 de janeiro | Georg Dionysus Ehret  | artista, botânico e entomologista          | Alemanha                     | m. 1770     |     |
| 16 de outubro | Albrecht von Haller   | médico, poeta , fisiologista e naturalista | Suíça                        | m. 1777     |     |
| 22 de outubro | Fréderic Louis Norden | marinheiro e explorador                    | Reino da Dinamarca e Noruega | m. 1742     |     |

## Mortes
| Data           | Nome                               | Profissão                             | Nacionalidade             | Observações | Ref |
| -------------- | ---------------------------------- | ------------------------------------- | ------------------------- | ----------- | --- |
| 10 de outubro  | David Gregory                      | matemático e astrónomo                | Reino da Escócia          | n. 1659     |     |
| 11 de outubro  | Ehrenfried Walther von Tschirnhaus | matemático, físico, médico e filósofo | Alemanha                  | n. 1651     |     |
| 5 de dezembro  | Seki Takakazu                      | matemático                            | Xogunato Tokugawa (Japão) | n. 1642     |     |
| 28 de dezembro | Joseph Pitton de Tournefort        | botânico                              | Reino da França           | n. 1656     |     |